# Армяно-японские отношения
Двусторонние отношения между Арменией и Японией официально были установлены 7 сентября 1992 года.
Президент Армении Роберт Кочарян нанес официальный визит в Японию в декабре 2001 года, где провёл встречи с императором и премьер-министром Японии. Он объявил, что страна планирует как можно скорее открыть посольство в Токио.

## История
Отношения между Арменией и Японией были официально установлены 7 сентября 1992 года. До этого отношения осуществлялись через Советский Союз.
Изначально Армения была представлена в посольстве Японии в Пекине, а Япония — в посольстве Армении в Москве. Посольство Армении в Токио было открыто 13 июля 2010 года, а посольство Японии в Ереване было построено 1 января 2015 года. Изначально у Армении не было посла в Японии, первым послом в мае 2012 года стал Грант Погосян.
29 июня 2017 года вице-министр иностранных дел Японии Мотоме Такисава объявил, что с 1 сентября 2017 года визовые требования для граждан Армении будут упрощены, а 31 августа 2017 года Армения отменила визовый режим для граждан Японии.